# Leif Kroon
Leif Mauritz Kroon, född 24 mars 1937, är en dövprofil och före detta målvakt i det svenska dövlandslaget i fotboll och utespelare i handboll. 
Han representerade Sveriges handbollslag i Deaflympics i Belgrad 1969 där det blev en silvermedalj och i Malmö 1973 (blev en fjärdeplats). Kroon har också varit mångårig ledare i en rad idrotter, dock främst handboll. 
I arbetslivet har han bland annat varit kanslichef i Trollhättans Dövas Förening.
Svenska Dövidrottsförbundet har utsett honom till:
- Årets ledare inom dövidrott 1980[1]
- SDI:s Förtjänsttecken i guld för ledare 1982[2]
- Stor grabb i handboll 1985[3]